# Provinziallandtag der Provinz Schleswig-Holstein

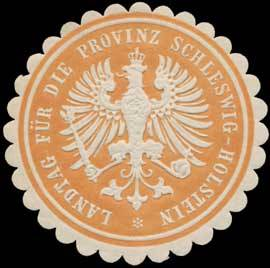
Siegelmarke Landtag für die Provinz Schleswig-Holstein

Der Provinziallandtag der Provinz Schleswig-Holstein war in der Provinz Schleswig-Holstein innerhalb des Provinzialverbandes ein Selbstverwaltungsorgan, das nach dem Deutschen Krieg seit dem Jahr 1868 bis zu seiner Auflösung am 1. Januar 1934 existierte.

## Geschichte
Nach dem Ende des Deutsch-Dänischen Krieges hatte es Konflikte zwischen dem Königreich Preußen und dem Kaisertum Österreich um die Verwaltung der ehemaligen Herzogtümer Schleswig und Holstein gegeben. Infolge des Deutschen Krieges sowie des Prager Friedens kam es zur Gründung der preußischen Provinz Schleswig-Holstein. Der Vereinigte schleswig-holsteinische Provinziallandtag – so sein offizieller Name – konstituierte sich erstmals am 11. Oktober 1868 in Rendsburg. Zusammengesetzt war er aus je neunzehn Vertretern des Großgrundbesitzes, der Städte und der Landgemeinden. Auf diese landesständische Zusammensetzung konnten nur wenige Wähler einen Einfluss ausüben. Grundsätzlich folgte seine Konstitution den preußischen Provinziallandtagen. In der Hauptsache übernahm der Landtag vor allem Selbstverwaltungsaufgaben für die Provinz Schleswig-Holstein (in dieser Funktion Provinzialverband genannt). Hierzu zählten der Wegebau, die Wohlfahrtspflege, das Versicherungs- und Medizinalwesen sowie die Kunst- und Wissenschaftspflege.
Im erst zum 1. Juli 1876 angeschlossenen Herzogtum Sachsen-Lauenburg (nach Preußen eingegliedert als Kreis Herzogtum Lauenburg) bestand die Volksvertretung im Kommunallandtag für den 1872 gegründeten Lauenburgischen Landeskommunalverband. Gebiet und Aufgaben des Landeskommunalverbandes bestanden bis 1945. Die Zuständigkeit des Provinzialverbands Schleswig-Holstein erstreckte sich aufs übrige Provinzialgebiet.

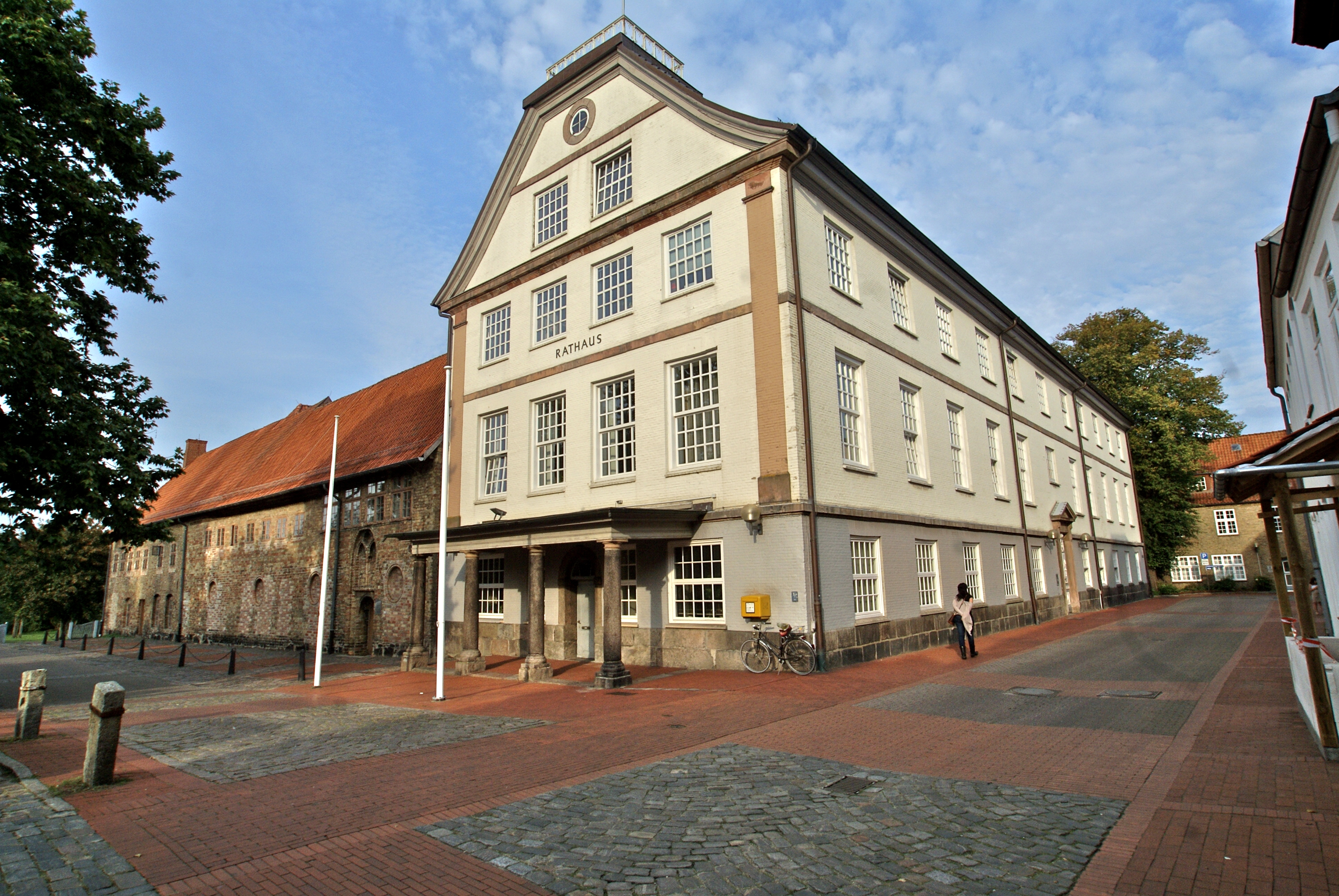
Der Ständesaal zu Schleswig

Im Jahr 1871 wurde ein ständischer Ausschuss als Verwaltungsorgan eingesetzt. Ab 1875 wurden die Mitglieder des Provinziallandtages von den Kreistagen und den Stadtverordnetenversammlungen gewählt. Bis 1890 hatte der Provinziallandtag keinen selbstgewählten Vorsitzenden, sondern einen vom König ernannten Landmarschall. Danach konnte das Gremium einen Vorsitzenden selbst wählen.
Nach dem Ersten Weltkrieg wurden während der Weimarer Republik die Mitglieder des Provinziallandtages in freien, geheimen und gleichen Wahlen von der wahlberechtigten Bevölkerung Schleswig-Holsteins (Ergebnisse) gewählt. Im Januar 1926 fanden erstmals auch im Lauenburgischen direkte Wahlen zum Provinziallandtag Schleswig-Holstein statt (nachholend für die Provinzialwahlen am 29. November 1925), so dass die Lauenburger seither direkt gewählte Vertreter in den Lauenburgischen Kommunal- und den Schleswig-Holsteinischen Provinziallandtag entsandten. Im Dritten Reich verlor der Provinziallandtag (wie auch der Kommunallandtag) ab 1933 im Zuge der staatlichen Zentralisierung seine Funktion: Er wurde zum 1. Januar 1934 aufgelöst.
Der Provinziallandtag verfügte über kein eigenes Haus: Die Sitzungen fanden bis 1904 in Rendsburg und im Schleswiger Ständesaal statt. Ab 1905 tagte das Gremium in Kiel.
Am 26. Februar 1946 trat der Ernannte Landtag, den die britische Militärregierung zusammengesetzt hatten, zu seiner ersten Sitzung im provisorischen Stadttheater an der Holtenauer Straße 103 in Kiel zusammen. Seit Mai 1946 bezeichnete sich dieses Gremium – in Anlehnung an den ehemaligen Provinziallandtag Schleswig-Holstein – als Provinziallandtag. Zu Beginn der 9. Sitzung am 10. September 1946 gab es die Bekanntmachung, dass mit der Verordnung Nr. 46 der britischen Militärregierung vom 23. August 1946 „Betreffend die Auflösung der Provinzen des ehemaligen Landes Preußen in der Britischen Zone und ihre Neubildung als selbständige Länder“ die Provinz in das Land Schleswig-Holstein umgewandelt werde: Aus dem Provinziallandtag entstand der Schleswig-Holsteinische Landtag.

## Persönlichkeiten

### Preußischer Staatsrat
Der Provinziallandtag der Provinz Schleswig-Holstein wählte in der Weimarer Republik drei Abgeordnete in den Preußischen Staatsrat. Diese waren:
| Nr. | Abgeordneter                       | Partei | Amtszeit                        | Vertreter                      | Partei     | Amtszeit                                                      |
| --- | ---------------------------------- | ------ | ------------------------------- | ------------------------------ | ---------- | ------------------------------------------------------------- |
| 1   | Hermann Bendix Todsen              | AG     | Mai 1921 bis Januar 1930        | Ludwig Ahlmann                 | AG         | Mai 1921 bis Januar 1930                                      |
| 1   | Max Brauer                         | SPD    | Januar 1930 bis April 1933      | Willi Verdieck                 | SPD        | Januar 1930 bis April 1933                                    |
| 1   | Otto Hamkens                       | NSDAP  | April bis 10. Juli 1933         | Oskar Kahle                    | NSDAP      | April bis 10. Juli 1933                                       |
| 2   | Graf Christian zu Rantzau-Rastorff | AG     | Mai 1921 bis Januar 1930        | Nicolai Reeder                 | AG         | Mai 1921 bis Januar 1930                                      |
| 2   | Wilhelm Struve                     | DDP    | Januar 1930 bis April 1933      | Richard Hansen                 | SPD        | Januar 1930 bis April 1933                                    |
| 2   | Claus Petersen                     | NSDAP  | April bis 10. Juli 1933         | Otto Hamkens                   | NSDAP      | April bis 10. Juli 1933                                       |
| 3   | Wilhelm Spiegel                    | SPD    | Mai 1921 bis 27. Dezember 1922  | Max Brauer                     | SPD        | Mai 1921 bis 18. Januar 1923                                  |
| 3   | Max Brauer                         | SPD    | 18. Januar 1923 bis Januar 1930 | Gustav Niendorf Willi Verdieck | VSPD SPD   | 16. Januar 1923 bis Februar 1926 Februar 1926 bis Januar 1930 |
| 3   | Graf Christian zu Rantzau-Rastorff | AG     | Januar 1930 bis April 1933      | Hermann Todsen                 | AG         | Januar 1930 bis April 1933                                    |
| 3   | Paul Schneider                     | NSDAP  | April bis 10. Juli 1933         | Graf Alexander von Kielmansegg | Kampffront | April bis 10. Juli 1933                                       |